# Centeterus major
Centeterus major är en stekelart som beskrevs av Wesmael 1845. Centeterus major ingår i släktet Centeterus och familjen brokparasitsteklar. Arten är reproducerande i Sverige. Inga underarter finns listade.